# Реєстратор розрахункових операцій
Реєстратор розрахункових операцій (РРО) — термін в законодавстві України, що визначає фіскальний касовий апарат як засіб державного контролю за обігом безготівкових та готівкових коштів, обліком товарів, реєстрацією наданих послуг та розрахунковими операціями. Визначення та використання реєстраторів регламентується Законом України «Про застосування реєстраторів розрахункових операцій у сфері торгівлі, громадського харчування та послуг»:
| | Пристрій або програмно-технічний комплекс, в якому реалізовані фіскальні функції і який призначений для реєстрації розрахункових операцій при продажу товарів (наданні послуг), операцій з купівлі-продажу іноземної валюти та/або реєстрації кількості проданих товарів (наданих послуг) |
| — ЗУ «Про застосування реєстраторів розрахункових операцій у сфері торгівлі, громадського харчування та послуг», 1 січня 2019 | |

## Державний реєстр РРО
Дозволені для використання пристрої вносяться до «Державного реєстру реєстраторів розрахункових операцій» наказом Міністерства доходів і зборів України.
|                                                                                      | Державний реєстр реєстраторів розрахункових операцій (далі — Державний реєстр) — перелік моделей реєстраторів розрахункових операцій, їх модифікацій вітчизняного та іноземного виробництва, які відповідають вимогам нормативно-правових актів і нормативних документів, пройшли державну сертифікацію і дозволені для застосування під час здійснення розрахункових операцій у сфері торгівлі, громадського харчування та послуг. |
| — Положення про Державний реєстр реєстраторів розрахункових операцій, 22 грудня 2006 | |

### Історія створення
У 1995 році ведення Державного реєстру (тоді він називався «Державний реєстр електронних контрольно-касових апаратів») покладалося на Державну податкову адміністрацію. І складалося лише з пристроїв: ЕРА-101 виробництва Електронмаш та ER-250F виробництва Samsung.
У 1996 році ЗУ "Про застосування електронних контрольно-касових апаратів" встановив, що положення про Державний реєстр визначаються Кабінетом міністрів за поданням Міністерства економіки України та Міністерства фінансів України. Паралельно, цим законом, крім Державного реєстру РРО, введено Реєстр сертифікованих комп'ютерних систем, ведення якого здійснює Національний банк України, який застосовується для валюто-обмінних операцій.
1 жовтня 1996 головою Державної податкової адміністрації України стає Микола Азаров.
24 січня 1997 ведення реєстру покладається на  Державну  комісію  з питань  впровадження  електронних  систем  і  засобів  контролю та управління товарним і грошовим обігом у зв'язку з її створенням. Головою комісії визначено Віце-прем'єр-міністра України, яким на той час був Віктор Пинзеник, та якого у червні змінив Сергій Тігіпко.
22 серпня 1997 Кабінету міністрів України затверджено Положення про Державний реєстр електронних контрольно-касових апаратів і комп'ютерних систем. Ведення реєстру все ще здійснює податковий орган, Державна податкова адміністрація.
4 квітня 2001 встановлено, що головою Державної комісії є голова ДПА.
29 серпня 2002 Кабінет міністрів затвердив Положення про Державний реєстр реєстраторів розрахункових операцій. Цим положення ведення реєстру передається від ДПА до Державної комісії. Але з огляду на те, що Голова Державної комісії та Голова ДПА — одна і та ж особа, контроль на реєстром РРО продовжує здійснювати Микола Азаров.
Після декількох реорганізацій, з травня 2014 Державний реєстр веде Державна фіскальна служба України. А з 2019 року — Державна податкова служба.
Державний реєстр реєстраторів розрахункових операцій (РРО) складається із двох частин — перелік моделей РРО, що дозволені до первинної реєстрації в органах податкової служби, та перелік моделей РРО, строк первинної реєстрації (дії сертифікатів відповідності) яких закінчився. Незважаючи на те, в якій частині Державного реєстру знаходиться модель РРО, вона відповідно до положень Закону про застосування РРО може використовуватись суб'єктом господарювання.
Станом на 1 червня 2018 в Україні у функціонуючій системі реєстрації та обліку реєстраторів розрахункових операцій 109 тисячами суб’єктами господарювання зареєстровано 283 тис. РРО.
1,65 млрд грн штрафів за порушення при роботі з реєстраторами розрахункових операцій (П/РРО) наклала Податкова за неповний 2023 рік. Це вже утричі більше, аніж за весь 2021 рік. Кількість «кас у смартфоні» збільшилась у 4 рази до 2021, натомість традиційних РРО поменшало на 5%.

## Види реєстраторів розрахункових операцій
До реєстраторів розрахункових операцій відносяться:
- Електронний контрольно-касовий апарат (реєстратор розрахункових операцій, який додатково забезпечує попереднє програмування найменування і ціни товарів (послуг) та облік їх кількості, друкування розрахункових та інших звітних документів).
- Електронний контрольно-касовий реєстратор (реєстратор розрахункових операцій, який додатково забезпечує облік кількості реалізованих товарів (послуг) найменування, друкування розрахункових та інших звітних документів).
- Комп'ютерно-касова система (реєстратор розрахункових операцій, виконаний із застосуванням комп'ютерних засобів, який додатково виконує технологічні операції, визначені сферою його застосування, і забезпечує друкування розрахункових та інших звітних документів).
- Електронний таксометр (реєстратор розрахункових операцій, який додатково забезпечує попереднє програмування тарифів за проїзд та облік вартості наданих послуг з перевезень пасажирів).
- Автомат з продажу товарів (послуг) (реєстратор розрахункових операцій, який в автоматичному режимі здійснює видачу (надання) за готівкові кошти або із застосуванням платіжних карток, жетонів тощо товарів (послуг) і забезпечує відповідний облік їх кількості та вартості).

## Класифікація реєстраторів розрахункових операцій (РРО)
За сферою застосування:
- торгівля; громадське харчування; сфера послуг;
- оформлення проїзних/перевізних документів на автовокзалах та автостанціях;
- торгівля нафтопродуктами на АЗС;
- операції з купівлі-продажу іноземної валюти;
- послуги таксі;
- інші.

## Складові частини (блоки) реєстраторів розрахункових операцій (РРО)
РРО складається з наступних блоків:
- Пристрій вводу інформації, для чого використовується клавіатура чи сканер.
- Блок управління, основними елементами якого є мікропроцесор, пристрої оперативної (ОЗП) і постійної (ПЗП) пам'яті. В ОЗП зберігаються дані по грошових і операційних регістрах, в ПЗП зберігаються програми, які забезпечують роботу операційної системи процесора.
- Блоки індикації — дисплей для показу інформації, що вводиться в машину, для візуального контролю результатів обчислень, а також для відображення режиму роботи РРО і його стану на даний момент.
- Блок фіскальної пам'яті — енергонезалежний пристрій, в якому накопичується інформація про виручку РРО від зміни до зміни. Інформація у ФП заноситься при обнулінні ОЗП
- Блок друку (принтер) — призначений для друкування касових документів: чеків, контрольної стрічки, звітів з обнулінням і без обнуління.
- Блок живлення — застосовується для подачі напруги на всі функціональні вузли апарата.

## Режими роботи реєстраторів розрахункових операцій (РРО)
Режими роботи РРО:
- режим роботи касира (основний);
- режим виведення оперативних звітів;
- режим виведення оперативних звітів з обнулінням (в кінці зміни);
- режим програмування;
- режим тестування.

## Протестні рухи проти запровадження РРО
З 2019 року в Україні створюються протестні рухи учасники яких виступають проти тотального запровадження РРО для ФОП. Одним з таких рухів є рух Save ФОП.

## Дивись також
- Касовий апарат
- Розрахунковий документ
- Розрахункова операція
- Торговельний автомат
- Чек